# Embalse del Neusa
El embalse del Neusa es una fuente de abastecimiento para consumo humano en los acueductos de Cogua y Zipaquirá. Cumple la función de controlar las inundaciones en la sabana de Bogotá mediante el control de los caudales máximos en la cuenca del río Neusa y regularlos durante la temporada seca.  El embalse es conocido por el servicio que presta a  Cundinamarca y también por el turismo que genera el parque.
El parque del embalse del Neusa está ubicado a una altitud de 3000 m s. n. m. con temperaturas promedio de 10 °C, esta área presenta dos periodos de invierno, la primera en los meses de abril, mayo y junio y la segunda en los meses de octubre y noviembre.
Dentro del área del parque se desarrollan ambientes especiales para el hábitat de diferentes especies de fauna entre las que se pueden encontrar borugo, y diferentes especies de animales silvestres, además del gran cultivo de truchas que se pueden pescar.

## Historia

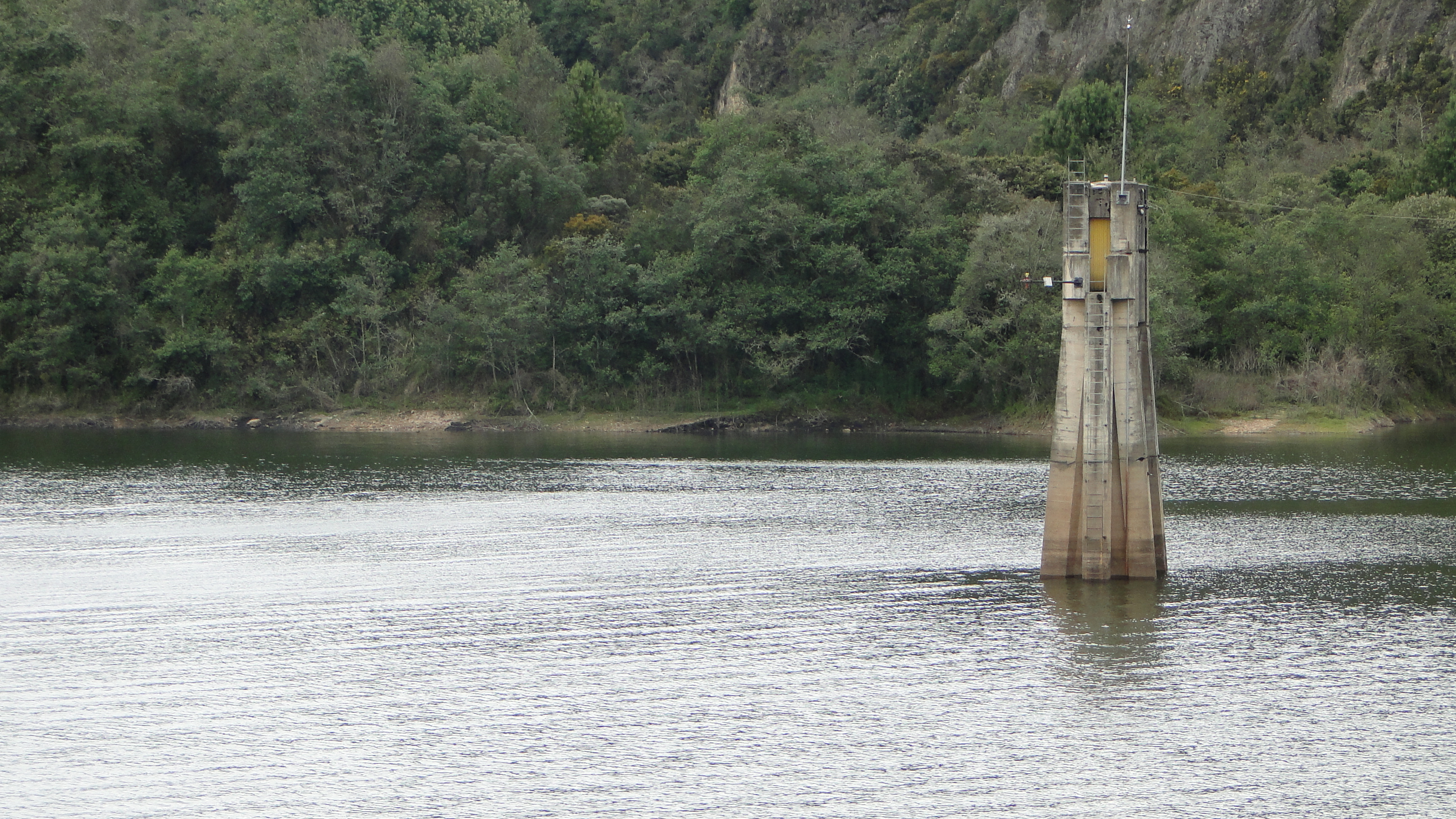
Torre medidora del Neusa.

La construcción del embalse comenzó como un proyecto de generación de energía eléctrica para los municipios de Zipaquirá, Tocancipá, Gachancipá, Cogua y las salinas de Zipaquirá. Posteriormente, la Concesión Salinas del Banco de la República decidió adelantar un proyecto de aprovechamiento múltiple, que comprendía el abastecimiento de agua para Bogotá, Zipaquirá y municipios vecinos; regulación del Río Bogotá y la generación de energía, propósito que fue posteriormente descartado.
Los estudios del embalse comenzaron en agosto de 1948 y la construcción de las obras comenzó en 1949 y terminó en los primeros meses de 1952. Tanto los estudios como la construcción fueron ejecutados por la firma norteamericana Winston Brothers & Company. En 1962 el lote fue entregado a CAR para su manejo y administración.

## Características técnicas de la obra

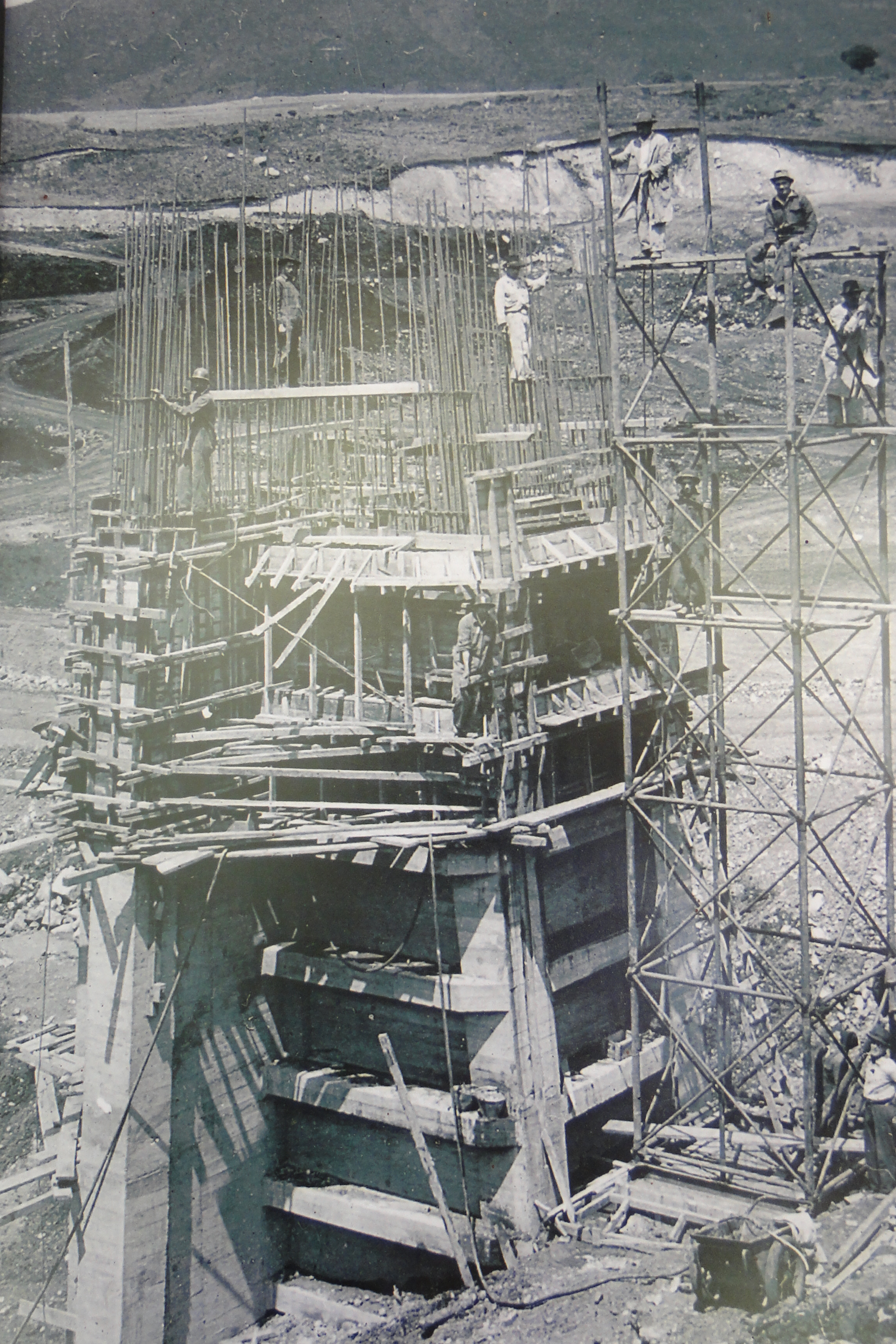
Construcción de la torre del Neusa.

| Características de la presa         | Medidas           |
| ----------------------------------- | ----------------- |
| Altura máxima, medida desde la base | 46,5 m            |
| Longitud de la cresta               | 350 m             |
| Elevación sobre el nivel del mar    | 2977,5 m s. n. m. |
| Altura del pretil sobre la cresta   | 1,5 m             |
| Ancho máximo de la base             | 200 m             |
| Pendientes de los taludes           | 1H:3V             |
| Excavación para la cimentación      | 310 000 m³        |
| Volumen total                       | 820 000 m³        |

| Características del embalse                             | Medidas           |
| ------------------------------------------------------- | ----------------- |
| Capacidad, al nivel normal de aguas altas (2974,5 mnsm) | 101 000 000 m³    |
| Capacidad adicional para aguas de creciente             | 101 000 000 m³    |
| Cota de las aguas altas                                 | 2974,5 m s. n. m. |
| Cota de aguas máximas                                   | 2977,5 m s. n. m. |
| Superficie en aguas altas                               | 965 ha            |

| Características del sistema de desagüe             | Medidas   |
| -------------------------------------------------- | --------- |
| Longitud del túnel de desviación                   | 338 m     |
| Sección del túnel en herradura                     | 5,25 m²   |
| Capacidad de descarga de las válvulas              | 16,1 m³/s |
| Altura de la torre de captación                    | 41,5 m    |
| Capacidad de vertedero para las aguas de creciente | 133 m³/s  |

## Turismo

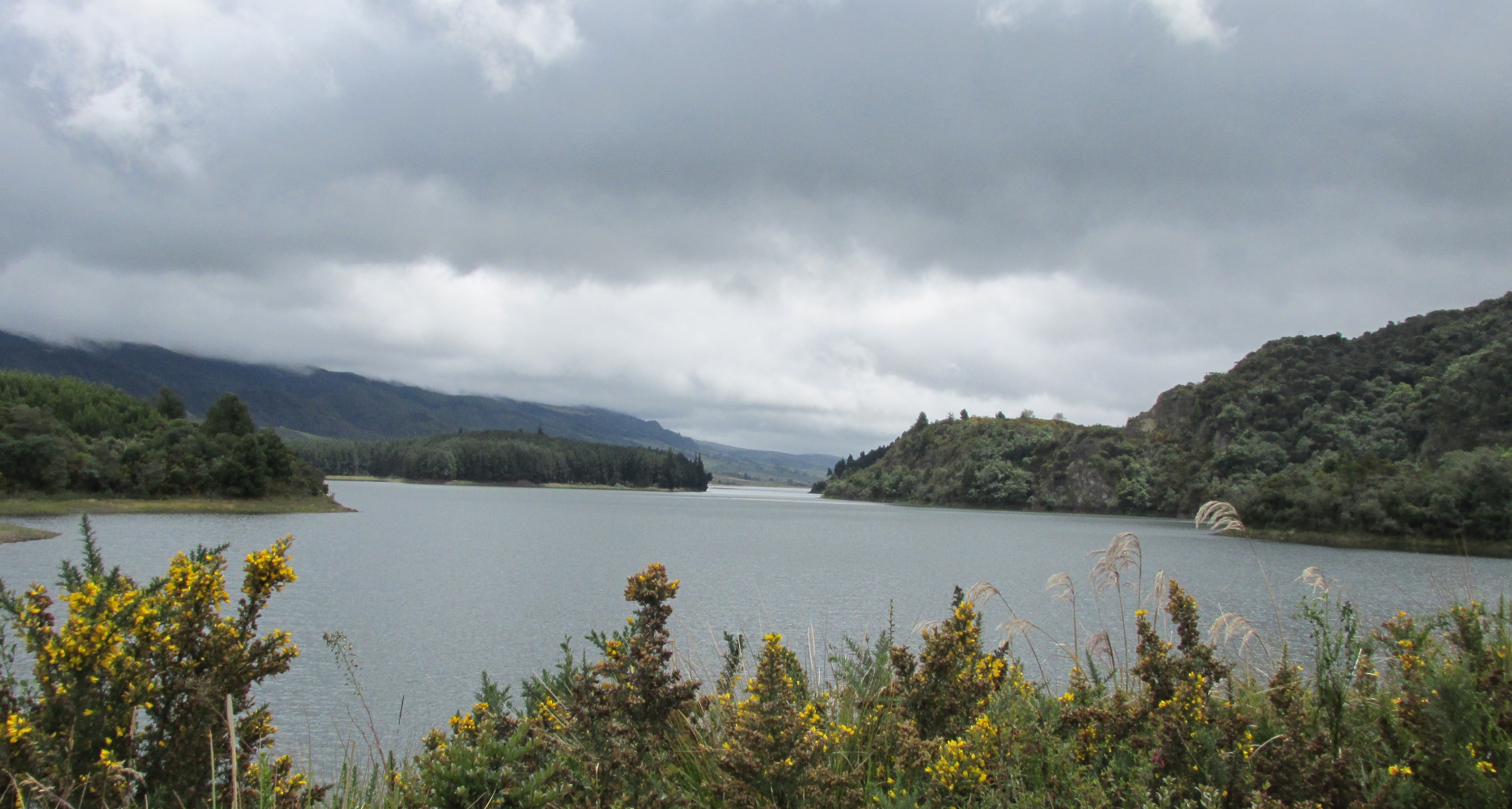
Embalse visto desde Cogua.

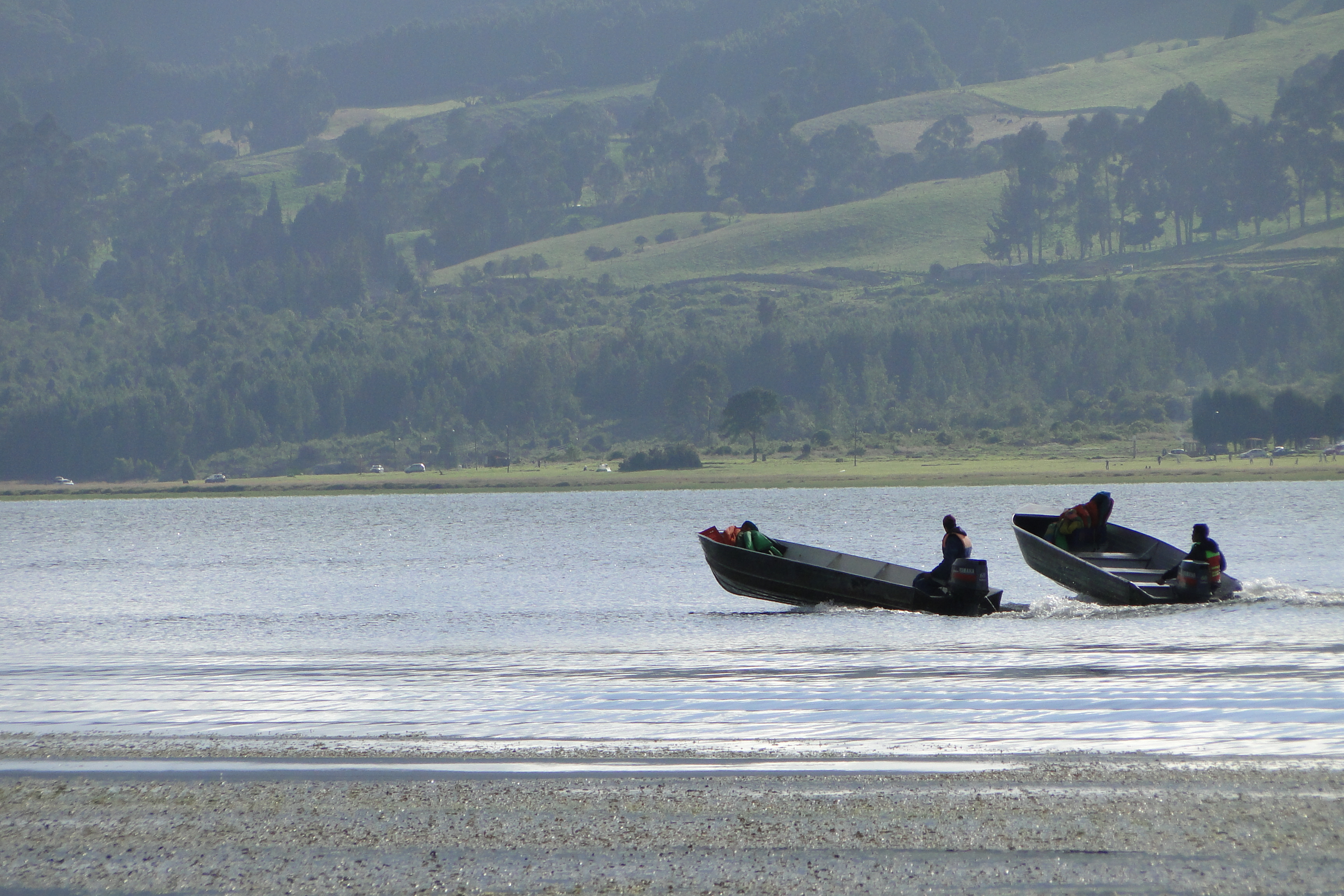
Lanchas en el embalse del Neusa.

El  embalse del Neusa comprende 3 zonas para los turistas; centro, laureles y chapinero, las cuales se dividen por zona de acampada y zona de cabañas. La zona del centro está ubicada en el puente del embalse y es la entrada al parque. La portería registra todos los carros y personas que ingresen en las zonas de laureles y chapinero.
La zona laureles (camping) está dividida en 10 partes, cada parte es un sector separado por 3 km cada uno y cuenta con un espacio amplio y confortable para armar carpas, parquear los carros y motos, además presta los servicios de baños y parrillas para la comodidad de los campistas y en la división quinta se puede encontrar un restaurante que presta sus servicios de 7.00 a 20.00 todos los días.
La zona chapinero (cabañas)  se divide por cabañas de 4, 9, 15 y 20 personas, las cuales cuentan con cocina, baños, chimenea, y parqueadero. Al finalizar esta zona el parque ofrece hospedaje en el hotel del Neusa. Chapinero cuenta con dos restaurantes y zona de pícnic.
Las dos zonas están separadas por la represa, pero cada una cuenta con servicios de pesca deportiva y paseo en lancha.

## Servicios

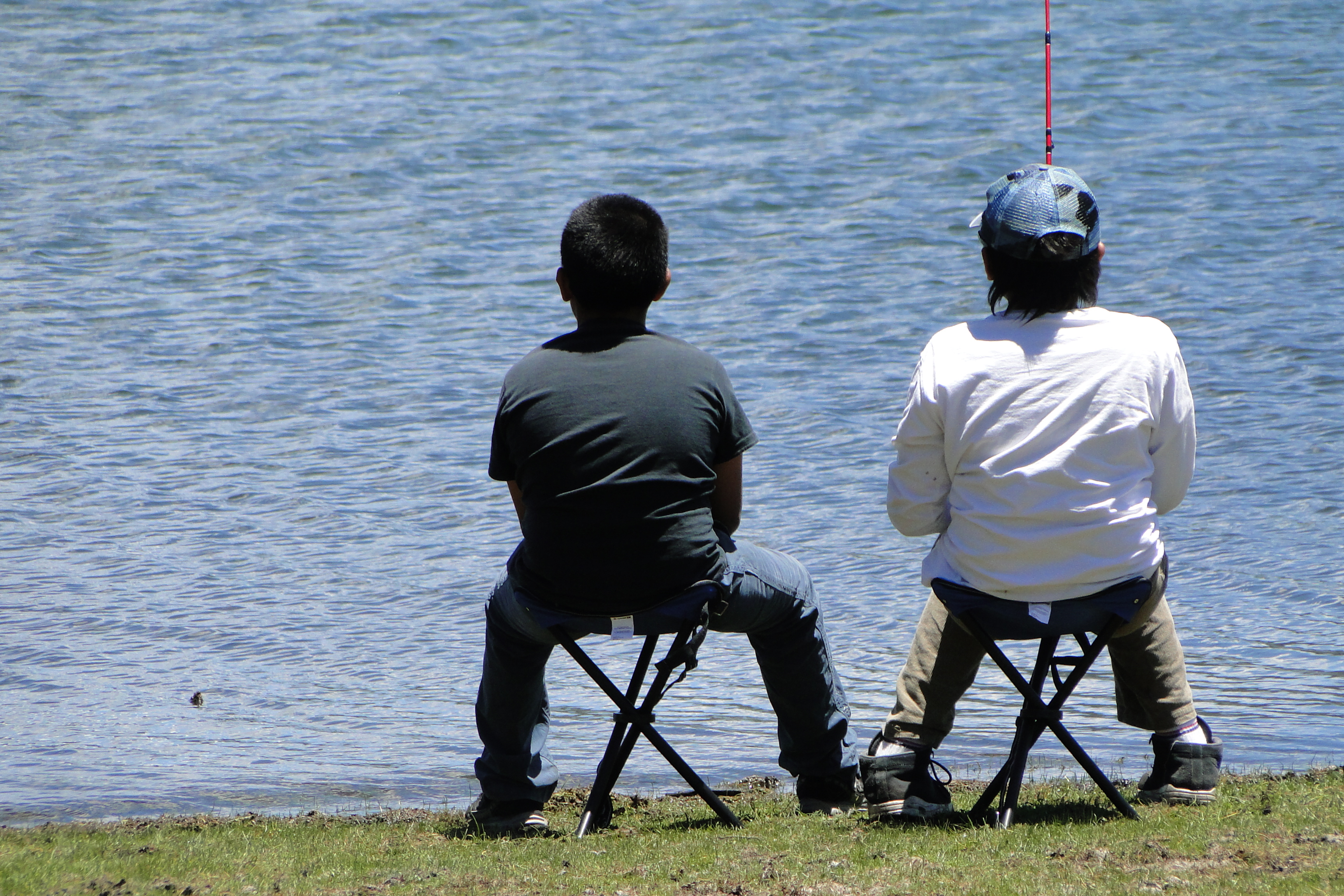
Pesca en el Neusa.

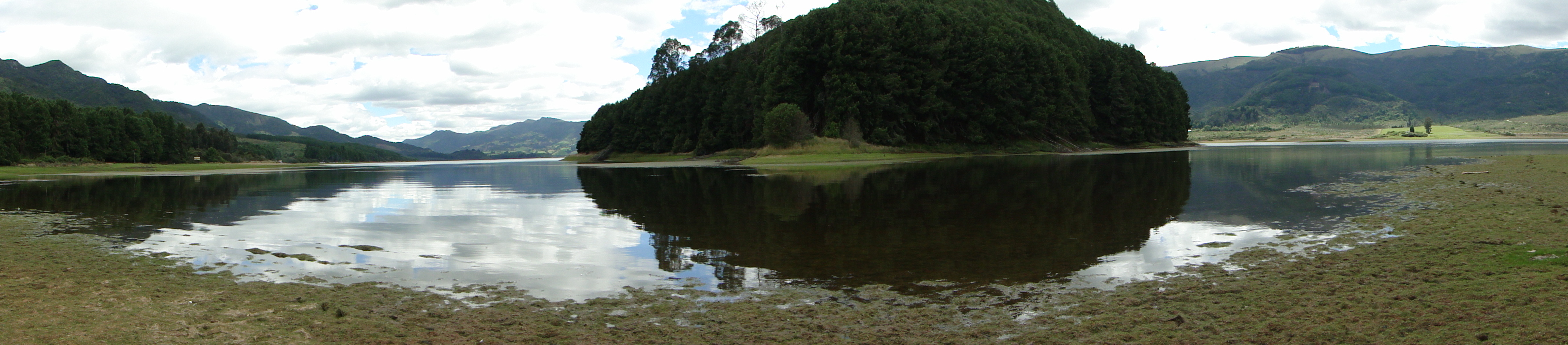
Represa del Neusa.

- Extensa zona de camping con vista al embalse
- Alojamiento en cabañas
- Campo de paintball
- Pesca deportiva
- Navegación a motor o remo
- Hornillas con o sin kiosco
- Servicio de hotel
- Deportes acuáticos
- Zona de pícnic
- Caminatas ecológicas
- Cabalgatas
- Ciclo montañismo
- Estación piscícola

## Vía de acceso
El embalse del Neusa se localiza en los municipios de Tausa y Cogua , departamento de Cundinamarca, a 25 km de Zipaquirá,  sobre la carretera que conduce a Tausa la Vieja, a 9 km de la carretera Zipaquirá - Ubaté. También se puede tomar la vía Zipaquirá - Cogua Hacia el embalse del neusa.